# Хвилі (село)
Хви́лі —  село в Україні, у Дубовиківській сільській громаді Синельниківського району Дніпропетровської області. Населення становить 58 осіб. До 2017 року орган місцевого самоврядування — Зеленогайська сільська рада.

## Історія
7 (20) листопада 1917 року, відповідно до Третього Універсалу Української Центральної Ради, увійшло до складу Української Народної Республіки.
12 червня 2020 року, відповідно до розпорядження Кабінету Міністрів України № 709-р від «Про визначення адміністративних центрів та затвердження територій територіальних громад Дніпропетровської області», увійшло до складу Дубовиківської сільської громади.
19 липня 2020 року, в результаті адміністративно-територіальної реформи та ліквідації Васильківського району, село увійшло до складу новоутвореного Синельниківського району.

## Географія
Село Хвилі  розташоване на південному сході Синельниківського району. На сході межує з селищем Демурине, на півночі з селом Новоандріївка та на заході з селом Довге. По селу протікає пересихаючий струмок з загатою. Поруч проходять автомобільна дорога Т 0401 і залізниця, станція Демурине за 2,5 км.

## Населення

### Мова
Розподіл населення за рідною мовою за даними перепису 2001 року:
| Мова       | Кількість | Відсоток |
| ---------- | --------- | -------- |
| українська | 45        | 77.59%   |
| російська  | 12        | 20.69%   |
| білоруська | 1         | 1.72%    |
| Усього     | 58        | 100%     |